# Hydroeciodes exagitans
Hydroeciodes exagitans là một loài bướm đêm trong họ Noctuidae.